# Киборг-полицейский
«Киборг-полицейский» — кинофильм. Премьера фильма состоялась 5 октября 1993 года в Германии. Это первый фильм Сэма Ферстенберга о борьбе полицейского и киборгов. Фильм распространялся на видеокассетах (VHS), а позднее и DVD в авторском (одноголосом) переводе Юрия Живова.

## Сюжет
- Тэглайн: «Запрограммирован, чтобы убивать… Его не остановить.»

Джек и Филипп — братья, и они оба работают полицейскими. Точнее — уже не работают — их уволили: они убили преступника-террориста, который взял в заложницы девушку, а убитый преступник, оказывается, был сыном крупной шишки: его отец — владелец известного издательства.
Здесь пути братьев расходятся — им предлагают рискнуть и выполнить сложное задание: Филипп соглашается, а Джеку всё уже порядком надоело, и он отказывается. Через время Джек получает от своего брата Филиппа послание, в котором он сообщает, что попал в беду. Филипп находится на одном из карибских островов — острове Святого Клейта, и Джек теперь должен спешить на помощь своему брату.
А в это время на острове сумасшедший учёный Кессель проводит эксперименты и создаёт киборгов. Он продаёт людям в разные страны, чтобы они использовали киборгов как роботов-убийц. Для Филиппа выполняемое им задание стало ловушкой — все его товарищи погибли, а он сам попал в лапы доктора Кесселя и тот хочет сделать из бывшего полицейского киборга. С помощью нового более мощного киборга Кессель надеется убить президента одного из карибских государств. Джек же пока ничего не знает о действиях безумного злого гения и просто спешит на помощь своему брату.
В 90-х годах фильм распространялся на видео в авторском (одноголосом) переводе Юрия Живова.

## В ролях
- Джон Рис-Дэвис - Кессель
- Дэвид Брэдли - Джек Райан
- Тодд Дженсен - Филипп
- Алонна Шоу - Кэти
- Рон Смерчак - Каллан
- Руфус Сварт - киборг
- Энтони Фридйон - Хоган
- Шалом Кенан - Стив
- Роберт Вайтхед - доктор Стечман

## Другие названия
- США: Cyborg Ninja
- Португалия: Polícia Cyborg
- Венгрия: Cyborg zsaru 1